# Gran Premi d'Espanya del 2017
El Gran Premi d'Espanya de 2017 serà la cinquena carrera de la temporada 2017 de Fórmula 1. Tindrà lloc del 12 al 14 de maig en el Circuit de Barcelona-Catalunya, a Montmeló. Max Verstappen va ser el vencedor de l'edició anterior, seguit per Kimi Räikkönen i Sebastian Vettel. Els pilots que estaran en actiu que han guanyat a Espanya són Lewis Hamilton, Kimi Räikkönen, Fernando Alonso, Sebastian Vettel i Max Verstappen.

## Entrenaments lliures

### Primers lliures
Resultats
| Pos. | Nº | Pilot            | Equip/Motor     | Millor temps | Diferència | Compost | Voltes |
| ---- | -- | ---------------- | --------------- | ------------ | ---------- | ------- | ------ |
| 1    | 44 | Lewis Hamilton   | Mercedes AMG    | 1:21.521     | -          | M       | 28     |
| 2    | 77 | Valtteri Bottas  | Mercedes AMG    | 1:21.550     | +0.029     | M       | 30     |
| 3    | 7  | Kimi Räikkönen   | Ferrari         | 1:22.456     | +0.935     | M       | 24     |
| 4    | 5  | Sebastian Vettel | Ferrari         | 1:22.600     | +1.079     | M       | 23     |
| 5    | 33 | Max Verstappen   | Red Bull Racing | 1:22.706     | +1.185     | M       | 22     |

### Segons lliures
Resultats
| Pos. | Nº | Pilot            | Equip/Motor     | Millor temps | Diferència | Compost | Voltes |
| ---- | -- | ---------------- | --------------- | ------------ | ---------- | ------- | ------ |
| 1    | 44 | Lewis Hamilton   | Mercedes AMG    | 1:20.802     | -          | S       | 39     |
| 2    | 77 | Valtteri Bottas  | Mercedes AMG    | 1:20.892     | +0.090     | S       | 38     |
| 3    | 7  | Kimi Räikkönen   | Ferrari         | 1:21.112     | +0.310     | S       | 34     |
| 4    | 5  | Sebastian Vettel | Ferrari         | 1:21.220     | +0.418     | S       | 36     |
| 5    | 33 | Max Verstappen   | Red Bull Racing | 1:21.438     | +0.636     | S       | 29     |

### Tercers lliures
Resultats
| Pos. | Nº | Pilot            | Equip/Motor     | Millor temps | Diferència | Compost | Voltes |
| ---- | -- | ---------------- | --------------- | ------------ | ---------- | ------- | ------ |
| 1    | 7  | Kimi Räikkönen   | Ferrari         | 1:20.214     | -          | S       | 20     |
| 2    | 5  | Sebastian Vettel | Ferrari         | 1:20.456     | +0.242     | S       | 7      |
| 3    | 44 | Lewis Hamilton   | Mercedes AMG    | 1:20.595     | +0.381     | S       | 12     |
| 4    | 77 | Valtteri Bottas  | Mercedes AMG    | 1:20.868     | +0.654     | S       | 7      |
| 5    | 33 | Max Verstappen   | Red Bull Racing | 1:21.025     | +0.811     | S       | 14     |

## Classificació
Resultats
| Pos. | Nº | Pilot             | Equip-motor             | Part 1   | Part 2   | Part 3   | Graella |
| ---- | -- | ----------------- | ----------------------- | -------- | -------- | -------- | ------- |
| 1    | 44 | Lewis Hamilton    | Mercedes AMG            | 1:20.511 | 1:20.210 | 1:19.149 | 1       |
| 2    | 5  | Sebastian Vettel  | Ferrari                 | 1:20.939 | 1:20.295 | 1:19.200 | 2       |
| 3    | 77 | Valtteri Bottas   | Mercedes AMG            | 1:20.991 | 1:20.300 | 1:19.373 | 3       |
| 4    | 7  | Kimi Räikkönen    | Ferrari                 | 1:20.742 | 1:20.621 | 1:19.439 | 4       |
| 5    | 33 | Max Verstappen    | Red Bull - TAG Heuer    | 1:21.430 | 1:20.722 | 1:19.706 | 5       |
| 6    | 3  | Daniel Ricciardo  | Red Bull - TAG Heuer    | 1:21.704 | 1:20.855 | 1:20.175 | 6       |
| 7    | 14 | Fernando Alonso   | McLaren F1 Team         | 1:22.015 | 1:21.251 | 1:21.048 | 7       |
| 8    | 11 | Sergio Pérez      | Force India             | 1:21.998 | 1:21.239 | 1:21.070 | 8       |
| 9    | 19 | Felipe Massa      | Williams Martini Racing | 1:22.138 | 1:21.222 | 1:21.232 | 9       |
| 10   | 31 | Esteban Ocon      | Force India             | 1:21.901 | 1:21.148 | 1:21.272 | 10      |
| 11   | 20 | Kevin Magnussen   | Haas F1 Team            | 1:21.945 | 1:21.329 |          | 11      |
| 12   | 55 | Carlos Sainz      | Scuderia Toro Rosso     | 1:21.941 | 1:21.371 |          | 12      |
| 13   | 27 | Nico Hülkenberg   | Renault                 | 1:22.091 | 1:21.397 |          | 13      |
| 14   | 8  | Romain Grosjean   | Haas F1 Team            | 1:21.822 | 1:21.517 |          | 14      |
| 15   | 94 | Pascal Wehrlein   | Sauber F1 Team          | 1:22.327 | 1:21.803 |          | 15      |
| 16   | 9  | Marcus Ericsson   | Sauber F1 Team          | 1:22.332 |          |          | 16      |
| 17   | 30 | Jolyon Palmer     | Renault                 | 1:22.401 |          |          | 17      |
| 18   | 18 | Lance Stroll      | Williams Martini Racing | 1:22.411 |          |          | 18      |
| 19   | 2  | Stoffel Vandoorne | McLaren F1 Team         | 1:22.532 |          |          | 20      |
| 20   | 26 | Daniil Kvyat      | Scuderia Toro Rosso     | 1:22.746 |          |          | 19      |

## Carrera
Resultats
| Pos. | Nº | Pilot             | Equip-motor             | Voltes | Temps/Retirat | Graella | Punts |
| ---- | -- | ----------------- | ----------------------- | ------ | ------------- | ------- | ----- |
| 1    | 44 | Lewis Hamilton    | Mercedes AMG            | 66     | 1:35:56.497   | 1       | 25    |
| 2    | 5  | Sebastian Vettel  | Ferrari                 | 66     | +3.490        | 2       | 18    |
| 3    | 3  | Daniel Ricciardo  | Red Bull - TAG Heuer    | 66     | +1:15.820     | 6       | 15    |
| 4    | 11 | Sergio Pérez      | Force India             | 65     | +1 voltes     | 8       | 12    |
| 5    | 31 | Esteban Ocon      | Force India             | 65     | +1 voltes     | 10      | 10    |
| 6    | 27 | Nico Hülkenberg   | Renault                 | 65     | +1 voltes     | 13      | 8     |
| 7    | 55 | Carlos Sainz      | Scuderia Toro Rosso     | 65     | +1 voltes     | 12      | 6     |
| 8    | 94 | Pascal Wehrlein   | Sauber F1 Team          | 65     | +1 voltes     | 15      | 4     |
| 9    | 26 | Daniil Kvyat      | Scuderia Toro Rosso     | 65     | +1 voltes     | 19      | 2     |
| 10   | 8  | Romain Grosjean   | Haas F1 Team            | 65     | +1 voltes     | 14      | 1     |
| 11   | 9  | Marcus Ericsson   | Sauber F1 Team          | 64     | +2 voltes     | 16      |       |
| 12   | 14 | Fernando Alonso   | McLaren F1 Team         | 64     | +2 voltes     | 7       |       |
| 13   | 19 | Felipe Massa      | Williams Martini Racing | 64     | +2 voltes     | 9       |       |
| 14   | 20 | Kevin Magnussen   | Haas F1 Team            | 64     | +2 voltes     | 11      |       |
| 15   | 30 | Jolyon Palmer     | Renault                 | 64     | +2 voltes     | 17      |       |
| 16   | 18 | Lance Stroll      | Williams Martini Racing | 64     | +2 voltes     | 18      |       |
| Ret  | 77 | Valtteri Bottas   | Mercedes AMG            | 38     | Motor         | 3       |       |
| Ret  | 2  | Stoffel Vandoorne | McLaren F1 Team         | 32     | Accident      | 20      |       |
| Ret  | 33 | Max Verstappen    | Red Bull - TAG Heuer    | 1      | Accident      | 5       |       |
| Ret  | 7  | Kimi Räikkönen    | Ferrari                 | 0      | Accident      | 4       |       |

## Classificacions després de la carrera
| Pos. | Pilot            | Punts | Canvis de posició |
| ---- | ---------------- | ----- | ----------------- |
| 1    | Sebastian Vettel | 104   | =                 |
| 2    | Lewis Hamilton   | 98    | =                 |
| 3    | Valtteri Bottas  | 63    | =                 |
| 4    | Kimi Räikkönen   | 49    | =                 |
| 5    | Daniel Ricciardo | 37    | 1                 |

| Pos. | Constructor          | Punts | Canvis de posició |
| ---- | -------------------- | ----- | ----------------- |
| 1    | Mercedes AMG         | 161   | =                 |
| 2    | Ferrari              | 153   | =                 |
| 3    | Red Bull - TAG Heuer | 72    | =                 |
| 4    | Force India          | 53    | =                 |
| 5    | Scuderia Toro Rosso  | 21    | 1                 |